# Мендонса, Антониу Мануэл Виана
Антониу Мануэл Виана Мендонса (порт. António Manuel Viana Mendonça; 9 октября 1982, Луанда, Ангола) — ангольский футболист, игравший на позиции полузащитника. Выступал за сборную Анголы, участник чемпионата мира 2006 года.

## Биография
В 17-летнем возрасте переехал в Португалию, где с января 2000 года выступал за «Варзим», сражавшийся во втором дивизионе, и забил 10 голов в 30 играх сезона, что помогло команде выйти в Премьер-лигу. После сезона 2002 года команда вновь опустилась во второй дивизион, где Антониу выступал до 2007 года.
В сезонах 2007—2009 выступал в Премьер-лиге в командах «Белененсиш» и «Эштрела», но на поле вышел только в 14 матчах, что побудило его вернуться на родину и присоединиться к команде «Интер».